# قياس الطبل
قياس الطبل هو فحصٌ يُستخدم لفحص حالة الأذن الوسطى وحركية طبلة الأذن (الغشاء الطبلي) والعظيمات السمعية التوصيلية عبر تطبيق تغيرات طفيفة في ضغط الهواء ضمن قناة الأذن.
يُعد قياس الطبل اختبارًا موضوعيًا لوظيفة الأذن الوسطى، ولا يُعتبر اختبارًا للسمع، بل مقياسًا لانتقال الطاقة عبر الأذن الوسطى. لا يجب استخدام الاختبار لتقييم حساسية السمع ويجب دائمًا استعراض نتائج هذا الاختبار مقرونةً بقياس سماع النغمة الصافية.
يعد قياس الطبل مكونًا قيمًا في التقييم السمعي، إذ يسمح للأطباء عند تقييم فقدان السمع بالتفريق بين نقص السمع الحسي العصبي ونقص السمع التوصيلي، في حال لم يكن التقييم واضحًا عبر اختباري ويبر ورينيه. علاوةً على ذلك، في إطار الرعاية الصحية الأولية، يمكن أن يكون قياس الطبل مفيدًا في تشخيص التهاب الأذن الوسطى من خلال إظهار تجمّع السوائل في تجويف الأذن الوسطى.

## آلية الاختبار
تُصدَر نغمة بتواتر 226 هرتز بواسطة مقياس الطبل عبر القناة السمعية، حيث يُنبه الصوت الغشاء الطبلي، ما يتسبب في اهتزاز الأذن الوسطى، والذي يؤدي بدوره إلى الإدراك الواعي للسمع. يرتدّ جزء من الصوت مرةً أخرى ويُلتقط بواسطة الجهاز. تؤدي معظم أمراض الأذن الوسطى إلى تصلبها، ما يسهم في ارتداد جزء أكبر من الصوت مرة أخرى.
في حين أن 226 هرتز هو أكثر التواترات المستخدمة شيوعًا، يمكن استخدام نغمات بتواترات مختلفة. أثبتت الأبحاث أن استخدام نغمة بتواتر 1000 هرتز يعطي نتائج أكثر دقة لدى الأطفال دون سن 4 أشهر. يمكن إجراء قياس الطبل متعدد التواترات باستخدام تواترات مختلفة تتراوح بين 250 و2000 هرتز، إذ يساعد في كشف تشوهات عظيمات السمع.
يقيس الجهاز الصوت المرتد ويعبّر عنه كمطاوعة تجسّد كيفية انتقال الطاقة عبر الأذن الوسطى. تُرسم النتائج على مخطط يعرف باسم المخطط الطبلي.
عادةً، يكون ضغط الهواء ضمن القناة السمعية مماثلًا للضغط في المحيط، ويكون ضغط الهواء في الأذن الوسطى مساويًا تقريبًا للضغط الجوي في المحيط، إذ يُفتح نفير أوستاش بصورة دورية لتهوية الأذن الوسطى وموازنة الضغط. في الفرد السليم، ينتقل الصوت العالي عبر الأذن الوسطى عندما يكون ضغط الهواء في القناة السمعية مساويًا للضغط في الأذن الوسطى.

## إجراء الاختبار
بعد تنظير الأذن (فحص الأذن باستخدام منظار الأذن) للتأكد من أمان الطريق إلى غشاء الطبل وعدم انثقابه، يُجرى الاختبار عبر إدخال مسبار مقياس الطبل في القناة السمعية. يُغير الجهاز قيمة الضغط ضمن الأذن، ويولد نغمة صافية، ويقيس استجابات غشاء الطبل للصوت عند ضغوط مختلفة. ينتج عن ذلك سلسلة من البيانات التي تقيس تغير المطاوعة مع تغير الضغط، وهذا ما يُرسم على شكل مخطط طبلي. 

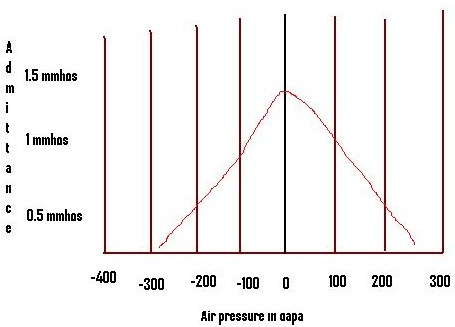
مخطط طبلي من النمط (أ)
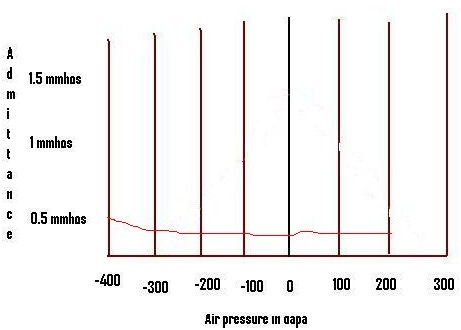
مخطط طبلي من النمط (ب)
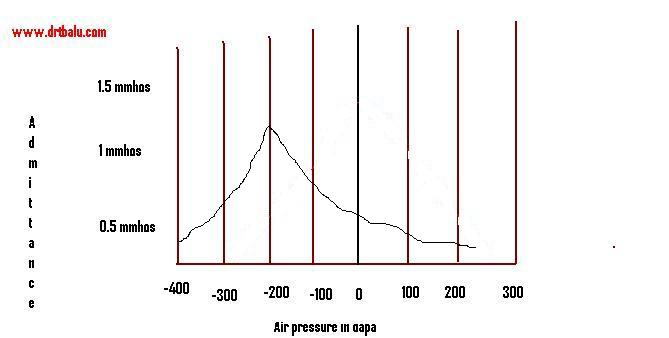
مخطط طبلي من النمط (ج)

تُصنَّف المخططات الطبلية طبقًا لشكل المخطط. يسمى المخطط الطبلي السليم مخططًا طبليًا من النمط (أ)، والذي يعبر عن ضغط طبيعي ضمن الأذن الوسطى مع حركية طبيعية لكل من غشاء الطبل وعظيمات السمع. قد يكشف المخطط الطبلي من النمط (ب) انصباب سائل في الأذن الوسطى، أو ثقب في غشاء الطبل أو أنبوب معادلة ضغط سالك، أو ورم في الأذن الوسطى. تتوافق المخططات الطبلية من النمط (ج) مع ضغط سلبي في الأذن الوسطى ناتج عن خلل وظيفة نفير أوستاش وانكماش غشاء الطبل.
لا ينبغي استخدام تصنيف البيانات الذي يقدمه المخطط الطبلي كمعيار تشخيصي، كونه مجرد وصف للشكل. يمكننا بالإضافة إلى الأنماط الثلاثة السابقة تمييز نمطين فرعيين من النمط (أ) هما أ.س (As) وأ.ع (AD). على سبيل المثال، يظهر مخطط أ.س (مخطط طبلي مسطح من النمط أ) تصلبًا في الأذن الوسطى، بينما يتوافق مخطط أ، ع (مخطط طبلي عميق من النمط أ) مع انفصال عظيمات السمع أو غشاء طبل موحودي. يمكن فقط استخدام اختبارات المطاوعة السمعية الستاتيكية، وحجم القناة السمعية، وتحديد قياسات العرض/الممال الطبلي مقارنة بالجنس، والعمر، والبيانات العرقية المعيارية لتشخيص إمراضيات الأذن الوسطى بدقة مقبولة، إلى جانب استخدام بيانات المقاييس السمعية الأخرى (مثل عتبات التوصيل العظمي والهوائي، الفحص باستخدام المنظار، واختبار تمييز الكلام الطبيعي عند مستويات مرتفعة، وما إلى ذلك).